# Martin Farner
Martin Farner-Brandenberger (* 28. November 1963 in Winterthur; heimatberechtigt in Stammheim ZH) ist ein Schweizer Unternehmer und Politiker (FDP.Die Liberalen). Von 2008 bis 2025 war er Mitglied im Kantonsrat Zürich.

## Ausbildung, Beruf und Privates
Martin Farner absolvierte die obligatorische Schule in Stammheim. Danach machte er eine Lehre als Landwirt. 1984 besuchte er die Handels- und Verwaltungsschule am Strickhof (1984) und schloss eine kaufmännische Ausbildung in einem Agrarhandelsbetrieb in Sierre ab (1985–1986). 2004 erwarb er zudem das Diplom in Marketing- und Verkaufsmanagement an der Universität St. Gallen.
Seit 2007 ist er selbständiger Unternehmer und in diversen Agrarunternehmen tätig. Zusätzlich ist er Mitglied und Verwaltungsrat in unterschiedlichen Unternehmen und Verbänden in der Agrarbranche und Privatwirtschaft.
Farner ist verheiratet und Vater von drei erwachsenen Kindern. Er wohnt in Oberstammheim.

## Politische Laufbahn
1986 trat Farner der FDP bei. Von 1990 bis 2018 war er Gemeinderat der Gemeinde Oberstammheim und amtierte als Gemeindepräsident von 1997 bis 2018. Von 2002 bis 2018 präsidierte er den Gemeindepräsidentenverband Bezirk Andelfingen (GPVA) und war gleichzeitig Vizepräsident des kantonalen Gemeindepräsidentenverbandes (GPVZ). Zudem war er von 2008 bis 2025 Mitglied im Kantonsrat Zürich. Von 2008 bis 2009 war er Mitglied der Geschäftsprüfungskommission, von 2009 bis 2019 Mitglied bei der Kommission für Staat und Gemeinden, davon 2011 bis 2015 als Präsident. Von 2009 bis 2011 war er Präsident der Spezialkommission Integration. Von 2019 bis 2023 war er Mitglied der Kommission für Wirtschaft und Abgaben. Ab Mai 2023 war er Mitglied der Geschäftsleitung sowie 2. Vizepräsident des Kantonsrats Zürich. Im Mai 2024 wurde er zum 1. Vizepräsident des Zürcher Kantonsrat gewählt, das Amt gab er im Januar 2025 aus gesundheitlichen Gründen ab. Im März 2025 kündigte die FDP seinen Rücktritt aus gesundheitlichen Gründen an.

## Mitgliedschaften und Mandate
Kommunalebene
| Amtsdauer | Mandat                                        | Funktion                     |
| --------- | --------------------------------------------- | ---------------------------- |
| 1990–2018 | Gemeinderat Oberstammheim                     | Gemeinderat                  |
| 1997–2018 | Gemeinderat Oberstammheim                     | Gemeindepräsident            |
| 2002–2018 | Gemeindepräsidentenverband Bezirk Andelfingen | Präsident                    |
| 2002–2018 | Gemeindepräsidentenverband Kanton Zürich      | Mitglied Leitender Ausschuss |

Kantonsebene
| Amtsdauer | Mandat                                | Funktion  |
| --------- | ------------------------------------- | --------- |
| 2008–2025 | Kantonsrat Zürich                     | Mitglied  |
| 2024–2025 | 1. Vizepräsident Kantonsrat Zürich    |           |
| 2023–2024 | 2. Vizepräsident Kantonsrat Zürich    |           |
| 2023–2025 | Geschäftsleitung Kantonsrat Zürich    | Mitglied  |
| 2019–2023 | Kommission für Wirtschaft und Abgaben | Mitglied  |
| 2009–2019 | Kommission für Staat und Gemeinden    | Mitglied  |
| 2011–2015 | Kommission für Staat und Gemeinden    | Präsident |
| 2009–2011 | Spezialkommission Integration         | Präsident |
| 2008–2009 | Geschäftsprüfungskommission           | Mitglied  |

Interessensbindungen

Ökonomie/Natur/Agrar
| Amtsdauer  | Bezeichnung                                     | Funktion                        |
| ---------- | ----------------------------------------------- | ------------------------------- |
| 2010-heute | Waldwirtschaftsverband des Kantons Zürich (WVZ) | Vorstandsmitglied/Vizepräsident |
| 2010-heute | Farner's GmbH                                   | Geschäftsführer                 |
| 2011-heute | Neu-Paradies AG                                 | Verwaltungsrat                  |
| 2014-heute | Zürcher Engrosmarkt                             | Verwaltungsratspräsident        |
| 2014-heute | Engrosmarkt-Immobiliengesellschaft / EMIG       | Verwaltungsratspräsident        |
| 2014-heute | Rathgeb BioLog AG                               | Verwaltungsrat                  |
| 2014-heute | Rathgeb Natura AG                               | Verwaltungsrat                  |
| 2014-heute | BioFresh AG                                     | Verwaltungsrat                  |
| 2017-heute | Berryfresh AG                                   | Verwaltungsratspräsident        |
| 2019-heute | Swisscofel                                      | Präsident                       |
| 2019-heute | Schweizerischer Gewerbeverband Gewerbekammer    | Mitglied                        |
| 2021-heute | IG Agrarstandort Schweiz (IGAS)                 | Vorstand                        |

Immobilien/Beratung/Politik
| Amtsdauer  | Bezeichnung                                 | Funktion          |
| ---------- | ------------------------------------------- | ----------------- |
| 2017-heute | Hauseigentümerverband Schweiz               | Vorstandsmitglied |
| 2017-heute | Hauseigentümerverband Kanton Zürich         | Vorstandsmitglied |
| 2017-heute | Hauseigentümerverband Winterthur / Weinland | Präsident         |
| 2016-heute | Federas Beratungs AG                        | Verwaltungsrat    |

Politik/Kultur/Ehrenamt
| Amtsdauer  | Bezeichnung                                    | Funktion       |
| ---------- | ---------------------------------------------- | -------------- |
| 2014-heute | Zoo Zürich                                     | Verwaltungsrat |
| 2016-heute | Hirschenensembles                              | Stiftungsrat   |
| 2017-heute | Hirschen-Kulturbühne                           | Präsident      |
| 2020-heute | Kultur-Spur 1, Marke Märklin Hirschenensembles | Präsident      |
| 1994-heute | Lions Club                                     | Mitglied       |

Ehemalige Mandate/Interessensbindungen
| Amtsdauer | Mandat                                        | Funktion                     |
| --------- | --------------------------------------------- | ---------------------------- |
| 1990–2018 | Gemeinderat Oberstammheim                     | Gemeinderat                  |
| 1997–2018 | Gemeinderat Oberstammheim                     | Gemeindepräsident            |
| 1997–2018 | Gruppenwasserversorgung Schafferetsbuck       | Präsident                    |
| 2002–2018 | Gemeindepräsidentenverband Bezirk Andelfingen | Präsident                    |
| 2002–2018 | Gemeindepräsidentenverband Kanton Zürich      | Mitglied Leitender Ausschuss |
| 2002–2018 | Asylorganisation Bezirk Andelfingen           | Präsident                    |
| 2002–2013 | Theater des Kantons Zürich                    | Vorstandsmitglied            |
| 2008–2009 | Geschäftsprüfungskommission                   | Mitglied                     |
| 2009–2011 | Kommission für Staat und Gemeinden            | Mitglied                     |
| 2009–2017 | Hauseigentümerverband Winterthur / Weinland   | Vorstand                     |
| 2011–2016 | VS-Fruits SA                                  | Verwaltungsrat               |
| 2011–2018 | Zürcher Verkehrsverbund (ZVV)                 | Verkehrsrat                  |
| 2011–2015 | Kommission für Staat und Gemeinden            | Präsidium                    |
| 2012–2019 | Natürli Züri Oberland                         | Verwaltungsrat               |
| 2013–2016 | Veg&Fruit AG                                  | CEO/Verwaltungsrat           |
| 2015–2019 | Kommission für Staat und Gemeinden            | Mitglied                     |
| 2010–2020 | Natürli Zürich-Oberland                       | Verwaltungsrat               |